# Ferrovia Avila-Salamanca
La ferrovia Avila-Salamanca è una linea ferroviaria che appartiene alla rete ferroviaria statale spagnola. Collega le città di Avila e Salamanca, passando da Peñaranda di Bracamonte.
Secondo la classificazione di Adif è la linea 122.

## Storia
Il progetto che contemplava la costruzione di una ferrovia tra Salamanca e Peñaranda de Bracamonte è stato approvato nel 1883, i lavori hanno avuto inizio in questa località, con una cerimonia ufficiale, dopo cinque anni.
La linea è stata attivata nelle seguenti fasi:
- Salamanca-Peñaranda de Bracamonte, di 39,8 km, aperto al traffico nel 1894;
- Peñaranda de Bracamonte-San Pedro del Arroyo, di 36,3 km, aperto al traffico nel 1924;
- San Pedro del Arroyo-Avila, di 35 km, aperto al traffico nel 1926.

Nella costruzione della linea è intervenuta un'impresa privata di capitale britannico, la Madrid and Portugal direct Railway (Avila and Salamanca) Limited, che ha realizzato i primi 40 chilometri del tracciato. Tuttavia, lo Stato si è occupato della costruzione del resto della linea per via dell'incapacità dell'impresa di concluderla. Il tratto Santo Pedro del Ruscello-Ávila è stato inaugurato il 30 settembre 1926, grazie all'aiuto del generale Miguel Primo di Rivera. Con l'apertura di questo tratto, la linea è stata completata interamente. La gestione della stessa è passata all'organismo Explotación de Ferrocarriles por el Estado, per poi passare nel 1928 all'appena creata Compañía Nacional de los Ferrocarriles del Oeste.
Nel 1941 la linea è stata integrata nella Red Nacional de los Ferrocarriles Españoles (RENFE).
Alla fine del 2004, con la divisione di RENFE in Renfe Operadora e Adif, la linea è diventata di competenza di quest'ultima.

## Caratteristiche
La linea, non elettrificata e a scartamento iberico, è lunga 111,1 km.

### Percorso
| Continuation backward |

| Station on track |

| Unknown route-map component "CONTgq" | Unknown route-map component "ABZgr" |  |

| Station on track |

| Station on track |

| Stop on track |

| Stop on track |

| Station on track |

| Stop on track |

| Station on track |

| Stop on track |

| Stop on track |

| Unknown route-map component "CONTgq" | Unknown route-map component "ABZg+r" |  |

| Station on track |

| Continuation forward |

La linea ha inizio subito dopo la Stazione di Avila, dove si separa dalla Ferrovia Madrid-Hendaye. Raggiunge Salamanca entrando parallela alla linea che proviene da Medina del Campo.